# Parsonsia grayana
Parsonsia grayana är en oleanderväxtart som beskrevs av J.B. Williams. Parsonsia grayana ingår i släktet Parsonsia och familjen oleanderväxter. Inga underarter finns listade i Catalogue of Life.